# Giovanni Goccione
Giovanni Goccione (Oulx, Provincia de Turín, Italia, 6 de septiembre de 1882 - Susa, Provincia de Turín, Italia, 6 de diciembre de 1952) fue un futbolista italiano. Se desempeñaba en la posición de centrocampista.

## Clubes
| Club           | País   | Año         |
| -------------- | ------ | ----------- |
| Juventus F. C. | Italia | 1902 - 1912 |

## Palmarés

### Campeonatos nacionales
| Título              | Club           | País   | Año  |
| ------------------- | -------------- | ------ | ---- |
| Campeonato Italiano | Juventus F. C. | Italia | 1905 |